# Palazzo Spinelli di Fuscaldo

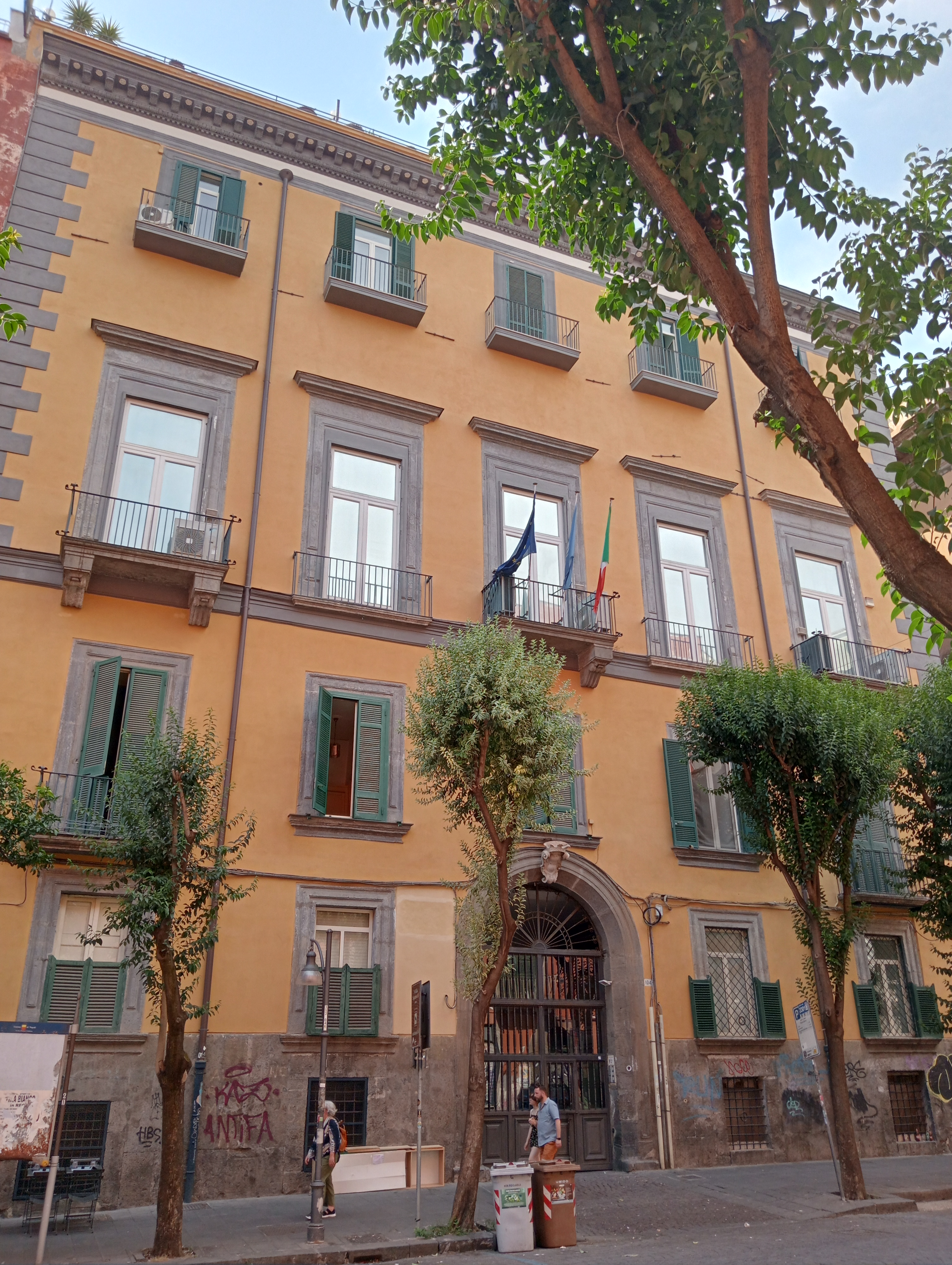
Palazzo Spinelli di Fuscaldo in Neapel: Fassade

Der Palazzo Spinelli di Fuscaldo ist ein Palast aus dem 17. Jahrhundert im Viertel San Giuseppe in Neapel in der italienischen Region Kampanien. Er liegt in der Via Santa Maria di Costatinopoli, 104, neben dem Palazzo Castriota Scanderbeg.

## Geschichte
Der monumentale Palast diente der Familie Kastrioti, Markgrafen von Atripalda, als Residenz und im 17. Jahrhundert gehörte er der Familie Marciani: Aus diesem Grunde wurde er während der Masaniello-Revolte besetzt, weil die Marcianis Richter von Vicaria waren.
Im 18. Jahrhundert fiel der Palast an die Familie Spinelli aus Fuscaldo, deren Mitglied Giuseppe Erzbischof von Neapel wurde. In dieser Zeit sah der Palast einen künstlerischen und kulturellen Glanz, dem allerdings eine Phase des Verfalls folgte, die bis ins 19. Jahrhundert andauerte. 1890 fiel das erste Obergeschoss an den Notar Tavassi, während die anderen Stockwerke verkauft wurden.
1938 wurde das Gebäude als Denkmal von historischer Bedeutung der Verwaltung der Sovrintendenza unterstellt und 1942 kaufte es Achille Lauro. Es diente als Büro für die Militärpolizei und der Arbeitskammer. In den 1970er-Jahren wurde es in die Universität Neapel Federico II eingegliedert, die dort die Räumlichkeiten für die medizinische Fakultät einrichtete.

## Beschreibung
Das Gebäude hat ein Erdgeschoss, das einst als Stall diente, und drei Obergeschosse. Im rechteckigen Innenhof gibt es eine Loggia mit Bögen, von der aus man in den Garten gelangt. Im ehemaligen Ballsaal gibt es noch die 1791 von Pietro Bardellino mit Fresken versehene Gewölbedecke. In zwei weiteren Räumen gibt es Wandfresken im neupompeianischen Stil, die Giuseppe Cammarano zugeschrieben werden.
In diesem Gebäude wurde Gaetano Azzariti geboren, der Präsident des Verfassungsgerichtes wurde.